# Всем смертям назло
«Всем смертям назло…» — частично автобиографическая повесть о шахтёре. Эта повесть первое произведение В. А. Титова, с которой он начал свой путь в литературе.

## Сюжет
Героем книги является молодой шахтер. В один из рабочих дней, в результате катастрофы, он становится инвалидом, ему ампутируют обе руки. Однако перед этим он совершил поступок, благодаря которому было спасено множество жизней.
Повесть частично автобиографичная. Титов работал раньше шахтёром, но из-за происшествия более не мог продолжать это дело. В итоге он нашел новую цель и начал писать. В повести захватывающий сюжет, любовь, которая помогла справиться со всеми трудностями. Это история о человеке, который, несмотря ни на что, продолжал жить.